# Bakalauri
Bakalauri (en népalais : बकलौरी) est un comité de développement villageois du Népal situé dans le district de Sunsari. Au recensement de 2011, il comptait 13 903 habitants.